# آرتاک زاکاریان
آرتاک بوریسی زاکاریان (Արտակ Բորիսի Զաքարյան؛ زادهٔ ۱ نوامبر ۱۹۷۴) یک ریاضی‌دان و سیاستمدار اهل ارمنستان است که از تاریخ ۲۰۰۷ تا تاریخ ۲۰۱۷ سمت نمایندگی دوره‌های چهارم و پنجم مجلس ملی جمهوری ارمنستان را برعهده داشت.

## زندگی‌نامه
در ۱ نوامبر ۱۹۷۴ در ایروان به دنیا آمد . وی همچنین برنده مدال گارگین نژده و مدال مخیتار گش شده‌است.

## یادداشت
1. ↑  ՀՀ պաշտպանության նախարարի առաջին տեղակալ